# 高橋久仁子
高橋 久仁子（たかはし くにこ、1949年 - ）は、日本の教育学者・栄養学者。群馬大学名誉教授。専門は、食生活教育。「食品の広告問題研究会」主宰、Japan Skeptics運営委員。東北大学大学院農学研究科博士課程を修了後、1988年4月から2014年3月まで群馬大学教育学部の家庭科教員養成課程で食の領域を担当した。
「フードファディズム」の概念を日本に紹介したことで知られる。氾濫する健康関連食情報をフードファディズムという視点で読み解くことの必要性、ならびに食生活領域のジェンダー問題解決の重要性を提唱している。日本各地での講演やテレビ出演も多く行う。
著書に『フードファディズム』、『｢健康食品｣ウソ・ホント』、『「食べもの情報」ウソ・ホント』などがある。

## 来歴・人物
1949年 長野県に生まれ、東京都で育つ。1972年 日本女子大学家政学部食物学科（管理栄養士専攻）卒業。1972-1976年 食品企業の中央研究所（研究職）勤務。1978年 日本女子大学大学院家政学研究科食物・栄養学専攻修士課程修了（家政学修士）。1982年 東北大学大学院農学研究科博士課程（食糧化学専攻）修了（農学博士）。1983-1988年 食品総合研究所研究補助員、国立環境研究所研究員、筑波大学健康管理センター栄養指導員、大学・短大等で非常勤講師を務める。
1988年に群馬大学教育学部家政専攻の助教授に就任し、1996年に同大学の教授となった。大学では食生活教育を担当。2014年4月からは同大学 名誉教授。また、「食品の広告問題研究会」を主宰し、食生活教育の視点から、食品の宣伝広告の問題点を考察する活動を続けている。元・食品安全委員会リスクコミュニケーション専門調査会専門委員。

## 専門・研究課題
健全な食生活の営みを阻害する要因として、フードファディズムとメディアリテラシー、ジェンダー（社会・文化の中で形成された性別）に着目して研究を行ってきた。氾濫するメディア情報や広告によって、「特定の食品を摂取すれば健康になる」といった過剰な期待や「食事のことは女性の役割」という社会通念が多くの人々の食・健康の自立を阻んでいると指摘している。
著書では、根拠のない迷信、行き過ぎた食料品宣伝、巧みな宣伝の罠を中心に紹介し、消費者に正しい食物の知識を持つように提言している。

### フードファディズム
研究のきっかけは1980年代後半、群馬大学に赴任した頃に出会った砂糖に関する様々な俗説や迷信への疑問だった。1991年刊行の『Nutrition and Behavior』を読み、フードファディズムという概念を認識し、この本を1994年に『栄養と行動』として翻訳・出版した。フードファディズムとは、「食べものや栄養が、健康や病気に与える影響を過大に評価・信奉すること」であり、「科学的」を装ったニセ科学を軸に展開されることが多い。例として、タマネギが糖尿病に有効というラットの研究結果を人間に当てはめると、体重50kgの人が同様の効果を得るには毎日50kgのタマネギを食べる必要があることを示し、量的視点を無視したメディアの誇張表現の問題を論じている。高橋は、フードファディズムに対して見過ごすことができないのは、健康被害や詐欺という実害があるからだと指摘している。
高橋は食生活教育の立場から、テレビの健康情報番組を録画して元となる学術論文を探し出し分析したり、企業広告の問題点を指摘する研究を続けてきた。2007年に発覚したテレビ番組「発掘!あるある大事典」のデータ捏造問題にも早くから取り組んでいた。
保健機能食品（特定保健用食品・栄養機能食品・機能性表示食品）についても長年にわたり批判的研究を続け、根拠とされる論文を詳細に解読し、その問題点を明らかにしてきた。機能性表示食品制度については、2015年の発足時から科学的根拠の脆弱性、広告表現の問題、制度設計の欠陥などを指摘し続けている。
高橋は、「食べればすぐに健康になる魔法の食品」も「すぐ病気になる悪魔の食品」も存在しないとして、多様な食品を過不足なく食べることの重要性を説いている。「食べ物は薬でも毒でもありません。普通の食品を常識の範囲内で食べることの重要性を消費者もあらためて理解して、冷静に判断してほしい」と述べている。

### ジェンダー
食生活に根強く残るジェンダー問題を研究し、「食事のことは女性役割」という社会通念が多くの人々の食・健康の自立を阻んでいると指摘している。フードファディズムとジェンダーの問題を克服した「メディアに惑わされない食生活」の実現を提唱している。2000年、「公立高校男女共学を実現する会」（現・ぐんま公立高校男女共学を実現する会）を発足させ、初代代表に就任した。男女共学による家庭科教育の普及が、家庭や食生活に関する基礎知識を習得する機会を増やし、メディアの誇大な主張に左右されにくい食生活の形成に繋がると提唱している。

## 受賞歴
2021年、「食品健康影響評価事業等功労者大臣表彰」。フードファディズムの概念を日本に紹介し、報道や広告における食品の健康効果等に関する誇張表現が消費者に誤認を与え健康に悪影響を及ぼす可能性を指摘した功績、および書籍出版や講演を通じて科学的根拠に基づく情報を分かりやすく発信し続けたことが評価された。

## 著書

### 単著
- 『「食べもの情報」ウソ・ホント : 氾濫する情報を正しく読み取る』講談社ブルーバックス、1998年10月、ISBN 4062572311
- 『食と健康Q&A : チョットおかしな情報の見分け方・接し方』フットワーク出版、2002年10月、ISBN 4-87689-447-7
- 『「食べもの神話」の落とし穴 : 巷にはびこるフードファディズム』講談社《ブルーバックス》、2003年9月、ISBN 4062574187
- 『フードファディズム : メディアに惑わされない食生活』シリーズCura　中央法規出版、2007年9月、ISBN 978-4-8058-3004-8
- 『「健康食品」ウソ・ホント : 「効能・効果」の科学的根拠を検証する』講談社《ブルーバックス》、2016年6月、ISBN 978-4062579728

### 共著
- 『食と教育（担当範囲「フードファディズムにみるマスメディアと食」』ドメス出版、2001年
- 『栄養教育論』第一出版、2004年
- 『科学技術の公共政策（担当範囲「食情報とフードファディズム」）』中央大学出版部、2008年1月
- 『健康不安社会を生きる（担当範囲「フードファディズム」）』岩波新書、2009年10月20日、飯島裕一:編著
- 『科学リテラシーを磨くための7つの話 : 新型コロナからがん、放射線まで（担当範囲「これを食べれば「コロナを防ぐ」？―煽られる食への過剰な期待」）』あけび書房、2022年3月3日、一ノ瀬正樹, 児玉一八, 小波秀雄, 髙野徹, 高橋久仁子, ナカイサヤカ, 名取宏:著

### 翻訳
- 『栄養と行動 : 新たなる展望』アイピーシー、1994年、Robin B.Kanarek, Robin Marks-Kaufman:著,高橋久仁子, 高橋勇二:訳

### 寄稿、連載
- 雑誌『食生活：趣味と科學の榮養雜誌』「連載：フードファディズムを斬る」財団法人 国民栄養協会

雑誌『RikaTan（理科の探検）』
- 「2016年4月号 特集 ニセ科学を斬る! 2016」（担当範囲「食情報とフードファディズム～その根っこにニセ科学～」）[37]
- 「2019年4月号 特集 ニセ科学を斬る! ファイナル」（担当範囲「保健機能食品の広告、ウソではないが…」）[38]
- 「2020年8月号 特集 ニセ科学を斬る! 2020」（担当範囲「特定保健用食品の存在意義を考える」）[25][39]

ほか

## 論文
- 高橋久仁子 - researchmap
- CiNii 高橋久仁子